# Until Dawn - Fino all'alba
Until Dawn - Fino all'alba (Until Dawn) è un film del 2025 co-prodotto e diretto da David F. Sandberg e tratto dal videogioco Until Dawn.

## Trama
Un anno dopo la misteriosa sparizione di sua sorella Melanie, Clover e i suoi amici si recano nella remota valle in cui è scomparsa, in cerca di risposte. Esplorando un centro visitatori abbandonato, i ragazzi sono inseguiti da un assassino mascherato e orribilmente uccisi uno dopo l’altro, per poi svegliarsi e ritrovarsi all'inizio della stessa notte. Intrappolati nella valle, sono costretti a rivivere l'incubo ripetutamente ma ogni volta la minaccia dell'assassino è diversa, ciascuna più terrificante della precedente. La speranza diminuisce quando il gruppo si rende conto di poter morire per un numero limitato di volte e che l'unico modo per fuggire è sopravvivere fino all'alba.

## Produzione
Nel gennaio 2024, è stato annunciato che un adattamento live action basato sul videogioco Until Dawn era in fase di sviluppo da parte di Screen Gems e PlayStation Productions, con la regia di David F. Sandberg e la sceneggiatura di Gary Dauberman, basata su una precedente bozza di Blair Butler. È stato descritto come "una lettera d'amore vietata ai minori al genere horror, con un cast corale". A giugno, Ella Rubin , Michael Cimino , Ji-young Yoo e Odessa A'zion si sono uniti al cast in ruoli non rivelati. Ad agosto, sono stati scelti Maia Mitchell e Belmont Cameli . Peter Stormare riprenderà il ruolo del Dr. Alan J. Hill dal videogioco.
Le riprese principali sono iniziate a Budapest il 5 agosto 2024, con Maxime Alexandre come direttore della fotografia, e si sono concluse il 4 ottobre 2024. Benjamin Wallfisch ha composto la colonna sonora del film. Michel Aller ha montato il film.

## Distribuzione
Il film è stato distribuito nelle sale italiane dal 24 aprile 2025 e in quelle nordamericane dal giorno seguente.

## Accoglienza

### Incassi
Il film ha incassato 20172192 $ in Nord America e 33732414 $ nel resto del mondo, per un totale di 53904606 $. In Italia ha incassato 1523657 €.

### Critica
Su Rotten Tomatoes il film ha il 52% di recensioni positive, su Metacritic il voto medio di 23 critici è di 47/100.